# Масакр у Колумбајну
Масакр у Колумбајну је био пуцњава у средњој школи Колумбајн у Литлтону, Колорадо који се догодио 20. априла 1999. Два ученика - Ерик Харис и Дилан Клиболд - су том приликом напали ученике и особље, убивши 12 ученика и једног наставника и ранивши 21 ученика уз 3 која су повређена приликом покушаја бега из школе. Нападачи су након тога извршили самоубиство. Поред пуцњаве, сложени и планирани напад је укључивао постављање бомбе да се одвуче пажња ватрогасцима и школском обезбеђењу, боце са пропаном претворене у бомбу смештену у школској мензи, 99 експлозивних направа и подметање бомби у аутомобиле.
Овај догађај представља шести највећи школски масакр у америчкој историји - иза масакра у школи у Бату 1927. године, масакра у Вирџинијском политехничком институту 2007. године, масакра у основној школи Сенди Хук 2012. године, масакра на Универзитету Тексаса 1966. године и масакра у Стоунмен Даглас средњој школи 2018. године, односно други највећи у историји америчких средњих школа. Злочин је инспирисао неколико копија, а "Колумбајн" је постао сленг за школску пуцњаву.
Масакр је дубоко потресао и шокирао америчку јавност, с обзиром на своје размере, изненадност као и на околности у никада правилно разјашњене мотиве. Иако је мотив напада остао нејасан, лични дневници двојице извршилаца сведоче да су желели да њихова акција буде равна бомбашком нападу у Оклахома Ситију. Такође се верује да су извршили ову радњу због злостављања у школи. Због тога је одмах постао тема бројних дебата, односно аргумент кога су користили противници америчког права на држање оружје. Расправе су се осим оружја тицала и свакодневнице америчких средњих школама, постојања клика, тинејџерске употребе антидепресива, разних супкултура као и утицаја интернета, музике, насилних филмова и видео-игара на америчку омладину. Реакције америчке јавности непосредно након масакра се често наводе као школски пример моралне панике.

## Позадина

### Починиоци
Дилан (Бенет) Клиболд је рођен у у у држави Колорадо, 11. септембра 1981. Родитељи су му били Томас и Сузан Клиболд. Након што су завршили са пуцњавом у Колумбајну, извршили су самоубиство, Дилан је тада имао 17 година. Имао је проблема са депресијом и самоповређивањем, и често је писао у дневник како се осећа. Био је доста стидљив и повучен. У Колумбајну су га злостављали и сматра се да је то разлог због којег су пуцали у школи.
Ерик (Дејвид) Харис је рођен у Вичити у држави Канзас, 9. априла 1981. Родитељи су му били Вејн и Кетрин Харис. Као и Дилан, извршио је самоубиство након пуцања у Колумбајну, и тад је имао 18 година. Имао је проблема са бесом, ишао је код психолога и узимао је лекове (Флувоксамин - Luvox). Током свог детињства се доста селио због свог оца јер је био део Америчког ратног ваздухопловства. Он је такође био малтретиран у школи (бацали га о ормариће, гађали га камењем и стакленим флашама итд.)
У школи, Харис и Клиболд су доста били активни у продукцији школских приредби, руководили видео продукцијом и постали компјутерски асистенти, одржавајући сервер за школске компјутере. Харис и Клиболд су првобитно били пријављени као чланови групе која се називала "Тренчкоут мафија" (Trenchcoat Mafia), иако у ствари нису имали никакву посебну везу са групом и нису се појавили на групној фотографији Тренчкоут мафије у годишњаку Колумбајна. Клиболд је отишао на матурски плес три дана пре пуцања са школском другарицом Робин Андерсон.
Харис и Клиболд повезали су своје личне рачунаре на мрежу и играли су се преко интернета. Харис је креирао низ нивоа за игру Doom, који су касније постали познати као 'Харисови нивои'. Харис је имао надимак на нету "РЕБ" (скраћеница од Ребел, надимак спортских тимова из Колумбајна) и друге сајбер псеудониме, укључујући "Реблдомакр", "Ребдоомер" и "Ребдомине", док се Клиболд звао "ВоДКа" и "ВоДкА". На сајтовима су отворено заговарали о мржњи према људима из њиховог суседства и света у целини.
Два дечака су упала у невоље са законом јер су провалили у закључани комби и украли рачунаре и електронику. У јануару 1998. године, оптужени су за злочин, разбијање и улазак, незаконит улазак и крађу. Обојица су оставили добре утиске официрима који су им затим понудили да укину кривичну евиденцију ако пристану да похађају диверзантски програм како би укључили рад у заједници, добили психијатријско лечење и поштовали закон.
Харис је морао да присуствује часовима за управљање бесом где је, опет, оставио повољан утисак. Они су се тако добро понашали да их је њихов пробациони службеник отпустио из програма неколико месеци пре рока. Од Хариса је примећено да је он "врло светао појединац који ће вероватно успети у животу", док је за Клиболда речено да је интелигентан, али "треба схватити да је тежак посао део испуњавања сна". 30. априла Харис је предао прву верзију писма извињења које је написао власнику комбија, који је завршио наредног месеца. У писму, Харис је изразио жаљење због својих поступака; међутим, у једном од својих дневника од 12. априла, он је написао: "Зар Америка не би требало да буде слободна земља? Како то, ако имам слободу, не могу узети мало његове јебене имовине ако их остави у предњем седишту његовог јебеног комбија на видљивом месту усред јебене недођије јебеним петком увече? Природна селекција. Треба упуцати дебила."
У децембру 1998. године, Харис и Клиболд су снимили Плаћене убице за најам, видео за школски пројекат у којем су псовали, викали на камеру, давали насилне изјаве, и глумили како пуцају и убијају ученике у ходнику своје школе. Обојица су приказали теме насиља у својим креативним пројектима за школу; Харисова професорка је рекла: "Твој је јединствен приступ и твоје писање ради на грозан начин - добри детаљи и расположење."

## Масакр
Дана 20. априла 1999. године, док је пушио цигарету на почетку паузе за ручак, Брукс Браун је видео како Харис долази у школу. Браун је прекинуо своје пријатељство са Харисом годину дана раније, јер је Харис бацио комад леда на стакло аута; Браун се помирио Харисом непосредно пре пуцања. Браун је критиковао Хариса што је прескочио своје јутарње часове, јер је Харис увек био озбиљан у погледу школског рада и на време је долазио на наставу. Харис је наводно рекао: "Више није важно", а такође је рекао: "Брукс, сада ми се свиђаш. Одлази одавде. Иди кући." Браун је брзо напустио школски терен. У 11:19 сати, чуо је прве пуцњеве након што је одшетао мало даље од школе, и обавестио је полицију преко телефона.
Тада је и Дилан Клиболд стигао у школу у одвојеном аутомобилу, оставили су две велике торбе, свака је имала 20-килограмску бомбу пропана, у школској кафетерији. Када се ови уређаји нису детонирали, Харис и Клиболд су покренули напад на своје колеге. То је био најсмртоноснији напад икада извршен у америчкој средњој школи све до пуцања у Стоунмен Даглас средњој школи ( Stoneman Douglas High School )14. фебруара 2018. Харис је био одговоран за осам од тринаест потврђених смртних случајева (Рејчел Скот, Даниел Роурба, учитељ идентификован као Дејв Сендерс, Стив Курно, Каси Бернхал, Ајзеја Шуелс, Кели Флеминг и Даниел Маусер), док је Клиболд био одговоран за преосталих пет (Кајл Веласкез, Метју Кектер, Лорен Таунсенд, Џон Томлин и Кори ДеПутер). Било је 24 рањеника.
У 12:02 сати Харис и Клиболд су се вратили у библиотеку. То је било 20 минута након што је завршено њихово смртоносно пуцање, остављајући 12 ученика мртвих, једног учитеља који умире, и још 24 ученика и особља повређених. Десет њихових жртава је убијено у библиотеци. Харис и Клиболд су отишли на западне прозоре и пуцали на полицију. Шест минута касније, они су отишли до полица за књиге близу стола где је Патрик Ајрленд лежао тешко рањен и без свести. Студенткиња Лиса Кројц, повређена у ранијим нападима у библиотеци, такође је била у соби, неспособна за кретање.
У 12:08 сати, учитељ уметности Пети Нилсон, која се закључала у соби за одмор са студентом Брајан Андерсоном и особљем библиотеке, чули су Хариса и Клиболда како гласно вичу: "Један! Два! Три!" затим се чуо звук пуцњаве. Харис је испалио своју пушку кроз горњи део својих уста, а Клеболд се упуцао у леви део мозга својим полуаутоматским пиштољем ТЕС-9.
Масакр у Колумбајну је постао инспирација за бројна уметничка дела, а међународној јавности је, између осталог, познат и по документарном филму Мајкла Мура Куглање за Колумбајн, награђеним Оскаром.